# Chiến tranh hạn chế
Chiến tranh hạn chế là hình thái chiến tranh mà mục đích của cuộc chiến không nhằm tiêu diệt hoàn toàn đối phương mà chỉ hướng tới việc cảnh cáo, răn đe đối phương nhằm đạt được một số mục đích chính trị, quân sự mà thường là những đòi hỏi về lãnh thổ, đòi hỏi về chính trị, kinh tế hoặc chỉ đơn giản là cho đối phương biết được sức mạnh của mình. Để từ đó đối phương phải chịu nhượng bộ mình trong đàm phán hoặc chịu sự ảnh hưởng của mình sau khi cuộc chiến kết thúc.
Chiến tranh hạn chế thường không có quy mô lớn, vũ khí và phương tiện chiến tranh cũng bị hạn chế, thường không mang tính chất hủy diệt và bên chủ động gây chiến thường cũng là bên chủ động kết thúc cuộc chiến.
Chiến tranh hạn chế là khái niệm trái ngược với chiến tranh tổng lực.

## Trường hợp lịch sử
Khái niệm về chiến tranh hạn chế được sử dụng trong cuộc chiến tranh Việt Nam của Hoa Kỳ dưới thời Tổng thống John F. Kennedy và Lyndon B. Johnson như một phần của chiến lược ngăn chặn sự lây lan của chủ nghĩa Cộng sản. Với chiến lược này nhằm không gây ra một cuộc đối đầu rộng hơn với Liên Xô.
Chiến tranh Falklands thường được xem như một "ví dụ điển hình về một cuộc chiến tranh hạn chế - chỉ giới hạn trong thời gian, vị trí, mục tiêu và phương tiện", chiến sự diễn ra trong quá trình 10 tuần và kết thúc với ít hơn một ngàn thương vong cả hai phía.
NATO không kích Nam Tư, một phần của Chiến tranh Kosovo, là một cuộc chiến tranh hạn chế từ phía NATO. NATO chỉ sử dụng chủ yếu một chiến dịch không quân quy mô lớn để phá hủy cơ sở hạ tầng quân sự của Nam Tư.